# Polygrammopsis forsteri
Polygrammopsis forsteri là một loài bướm đêm trong họ Crambidae.